# Кириёнок, Николай Сергеевич
Николай Сергеевич Кириёнок (1931 год, село Грибачи, Витебская область, Белорусская ССР — 13 августа 1994 года, Новотроицк, Оренбургская область) — советский строитель, передовик производства, бригадир комплексной бригады управления «Промстрой» № 4 треста «Новотроицкметаллургстрой» Министерства строительства предприятий тяжёлой индустрии СССР, Новотроицк Оренбургской области. Герой Социалистического Труда (1974).

## Биография
Родился в 1931 году в крестьянской семье в селе Грибачи Городокского района Витебской области. Окончил неполную среднюю школу в родном селе. В 1953 году призван на срочную службу в Советскую Армию. После армии отправился в Новотроицк Оренбургской области, где стал работать строителем в тресте «Новотроицкметаллургстрой». Позднее был назначен бригадиром комплексной молодёжно-комсомольской бригады, которая занималась строительством домен, мартенов, аглофабрики, листопрокатных станов «1800» и «950/800» Орско-Халиловского металлургического комбината.
В 1973 году бригада Николая Кириёнка на 43 дня ранее сдала в производство доменную печь № 4. В 1974 году бригада досрочно выполнила социалистические обязательства и плановые производственные задания Девятой пятилетки (1971—1975). Указом Президиума Верховного Совета СССР от 10 января 1974 года «за особые заслуги в строительстве доменной печи № 4 Орско-Халиловского металлургического комбината» удостоен звания Героя Социалистического Труда с вручением Ордена Ленина и золотой медали Серп и Молот.
Проработал бригадиром в тресте «Новотроицкметаллургстрой» более тридцати лет. После выхода на пенсию проживал в Новотроицке Оренбургской области. Скончался в 1994 году.
Награды
- Герой Социалистического Труда
- Орден Ленина
- Орден Трудового Красного Знамени
- Медаль «В ознаменование 100-летия со дня рождения Владимира Ильича Ленина»
- Заслуженный строитель РСФСР (14.10.1969)
- Ударник коммунистического труда.